# God of War (2018)
God of War ist ein vom amerikanischen Entwicklerstudio SIE Santa Monica Studio exklusiv für die PlayStation 4 entwickeltes Action-Adventure. Das Spiel wurde erstmals auf der Fachmesse Electronic Entertainment Expo 2016 in Los Angeles vorgestellt und erschien weltweit am 20. April 2018. Als Publisher fungiert Sony Interactive Entertainment. Am 14. Januar 2022 folgte die Umsetzung für Windows. Eine DRM-freie Version von GOG.com ist angekündigt.
Es handelt sich bei dem Computerspiel um den achten Teil der God-of-War-Reihe und inhaltlich um den Nachfolger zu God of War III aus dem Jahr 2010. Die Entwickler streben im Rahmen eine radikale Neuausrichtung der Serie an und basieren die Abenteuer lose auf der nordischen Mythologie. Alle vorherigen Teile nutzten Begebenheiten und Figuren aus der griechischen Mythologie. Zudem wurde das Kampfsystem von Grund auf überarbeitet, das Kamerasystem flexibler gestaltet sowie dem Helden Kratos mit seinem Sohn Atreus ein steter Begleiter zur Seite gestellt. Der Soundtrack des Spiels wurde von dem US-amerikanischen Komponisten Bear McCreary komponiert.
Das Spiel verkaufte sich innerhalb von drei Tagen 3,1 Millionen Mal und war damit das bis dahin am besten verkaufte PlayStation-4-Exklusivspiel für diesen Zeitraum.

## Handlung
Seit der finalen Konfrontation des Helden Kratos mit den Göttern des Olymp und seinem Vater Zeus in God of War III sind viele Jahre vergangen. Mittlerweile lebt der ehemalige spartanische Heerführer mit seinem Sohn Atreus in der Welt Midgard. Nach dem Tod von Kratos’ Frau Faye äschern Kratos und Atreus ihren Leichnam ein. Kratos unterzieht Atreus einer Jagdprüfung, um zu testen, ob dieser bereit ist, Fayes letzten Wunsch zu erfüllen: ihre Asche auf dem höchsten Gipfel aller Neun Welten zu verstreuen. Atreus versagt und Kratos will ihn eigentlich zurücklassen und alleine losziehen. Ein unbekannter Fremder erscheint bei der Hütte und Kratos ist gezwungen, ihn zu bekämpfen. Nach seinem Sieg erkennt Kratos, dass Atreus in ihrem Haus nicht sicher ist und beschließt, ihn mitzunehmen.
Auf ihrer Reise begegnen sie erst dem Zwerg Brokkr und danach einer Hexe, welche ihnen einen Kompass gibt und ihnen den Weg weist. Am See der Neun begegnen Kratos und Atreus der Midgardschlange und finden Tyrs Tempel. Sie reisen weiter zum Midgardgipfel, wo sie Brokkrs Bruder Sindri treffen. Auf dem Weg zum Gipfel werden sie aber vom schwarzen Odem aufgehalten, einem unüberwindbaren schwarzen Nebel. Die Hexe kommt den beiden zu Hilfe und offenbart ihnen, dass nur das Licht des Bifrösts den Odem durchdringen kann. Aber jener, den sie hat, besitzt nicht mehr genug Kraft, weshalb sie mit beiden zu Tyrs Tempel zurückkehrt und die drei die Weltenkammer aufwecken. Mit der letzten Kraft des Bifrösts reisen sie nach Álfheimr, um dort den Bifröst mit neuer Kraft zu versorgen. Die Hexe wird nach Midgard zurückgesogen und Kratos und Atreus müssen zum Ringtempel, um das Licht von Alfheim zu holen. Dabei erleben sie das Ende des Krieges zwischen den Alben und den Dunkelalben. Sie gelangen in den Tempel, können den Bifröst wieder aufladen und töten dabei den König der Dunkelalben.
Kratos und Atreus reisen zurück nach Midgard und steigen wieder auf den Midgardgipfel. Nachdem sie den schwarzen Odem aufgelöst haben, betreten sie das Innere des Berges, welcher früher von Jötunn und später von Zwergen bewohnt wurde, nun aber verlassen ist. Im Inneren werden sie von einem Drachen angegriffen, welchen sie töten können. Auf dem Gipfel angekommen, hören sie den Fremden von der Hütte mit Mimir reden. Dabei stellt sich heraus, dass der Fremde der Gott Baldur ist. Nach dessen Abreise wollen Kratos und Atreus die Asche verstreuen, aber Mimir teilt ihnen mit, dass dies nicht der höchste Gipfel aller neun Welten ist, sondern dass sich dieser in Jötunheim befindet. Er bietet seine Hilfe an, wenn Kratos ihn im Gegenzug aus dem Baum befreit, in welchen Odin ihn gesperrt hat, indem er Mimir den Kopf abtrennt. Kratos und Atreus bringen Mimir zu der Hexe, welche diesen mit Magie wieder zum Leben erweckt. Dabei stellt sich heraus, dass die Hexe in Wirklichkeit die Göttin Freya ist.
Zusammen mit Mimirs Kopf kehren Kratos und Atreus zu Tyrs Tempel zurück und befragen die Midgardschlange nach dem Weg nach Jötunheim. Sie erfahren, dass sie die Weltenrune von Jötunheim mit einem magischen Meißel in das Tor auf dem Midgardgipfel schnitzen müssen, damit sie an ihr Ziel kommen. Um an den Meißel zu gelangen, reisen sie zum Leichnam des Riesen-Steinmetzes Thamur, um ein Stück von dessen Meißel zu holen. Dort werden sie von Thors Söhnen Magni und Modi gestellt. Es gelingt ihnen, Magni zu töten, woraufhin Modi flieht. Mit dem Meißel gehen sie zu Tyrs Gruft, um die Weltenrune zu holen. Dort werden sie von Modi überrascht, welcher Kratos überwältigt, wodurch Atreus’ Götterblut erwacht. Kratos kann Modi vertreiben und muss den schwer kranken Atreus zu Freya bringen. Sie benötigt für eine heilende Mixtur das Herz des Brückenwächters von Helheim, allerdings kann Kratos mit der Leviathanaxt nichts gegen die eisige Macht dieser Welt ausrichten, weshalb er gezwungen ist, zu seiner Hütte zu gehen und die versteckten Chaosklingen zu holen.
Mit den Chaosklingen bewaffnet reist Kratos nach Helheim, tötet den Brückenwächter und bringt dessen Herz zu Freya, welche Atreus heilen kann. Auf dem Weg zurück zur Gruft offenbart Kratos Atreus, dass er ein Gott und Atreus somit ebenfalls göttlicher Abstammung ist. Sie betreten Tyrs Gruft und gelangen an die Weltenrune. Mit dem Meißel und der Rune besteigen sie erneut den Midgardgipfel. Während des Aufstiegs begegnen sie dem schwer verletzten Modi, welcher, entgegen Kratos’ Wunsch, von Atreus getötet wird. Während des Aufstiegs zeigt Atreus sich zunehmend von sich selbst eingenommen und von der Information, ein Gott zu sein, berauscht. Auf dem Gipfel ritzen sie die Rune in das Tor und werden von Baldur überrascht. Kratos zerstört das Tor, um zu verhindern, dass Baldur nach Jötunheim gelangt. Atreus setzt Kratos außer Gefecht und wird von Baldur mitgenommen, da dieser in ihm den Schlüssel nach Jötunheim sieht.
Kratos verfolgt sie und kann in der Weltenkammer von Tyrs Tempel verhindern, dass Baldur das Tor nach Asgard öffnet, indem er das Ziel auf Helheim ändert, wo sie auch landen. Auf dem Weg zurück zum Tempel wird Atreus von Visionen seiner Überheblichkeit geplagt, wodurch er wieder zu Sinnen kommt, gleichzeitig wird Kratos von Visionen seiner Vergangenheit geplagt. Wieder im Tempel finden sie eine versteckte Kammer, wo sie eine Möglichkeit finden, doch noch nach Jötunheim zu gelangen, nämlich durch den Weltenturm, welchen die Jötunn unter großem Aufwand aus allen Welten verschwinden ließen.
In Midgard fertigen Brokkr und Sindri den Schlüssel an, den Kratos und Atreus benötigen, um in den geheimen Bereich von Tyrs Tempel zu gelangen. Dort finden sie den Weltenstein. Mit diesem springen sie von einem von Yggdrasils Äste in der Weltenkammer und finden den Weltenturm zwischen den Welten. Mit dem Weltenstein können sie den Turm wieder an seinen Platz stellen. Sie können jedoch nicht sofort nach Jötunheim, weil in der Weltenkammer der Kristall für diese Welt fehlt. Sie benötigen Mimirs zweites Auge, um nach Jötunheim zu gelangen, da die Jötunn ihrem Freund Mimir einst Augen aus Bifröst Kristall einsetzten.
Das zweite Auge befand sich in einer Kiste im Inneren einer Statue von Thor, welche von der Midgardschlange gefressen wurde. Die Schlange erlaubt ihnen, nach dem Auge in ihrem Magen zu suchen. Nachdem sie diese gefunden haben, wird die Schlange von Baldur angegriffen und Kratos und Atreus werden ausgespuckt. Freya kommt dazu und versucht ihren Sohn Baldur zum Frieden zu überreden. Dieser versucht Freya zu töten, da sie einst den Zauber aussprach, der ihn unverwundbar macht und weswegen er auch nichts mehr fühlen kann. Kratos versucht dies zu verhindern, wird aber von Baldur angegriffen. Dieser verletzt sich an einer Mistel an Atreus Köchergurt, wodurch der Zauber gebrochen ist und er seine Unverwundbarkeit verliert.
Nach einem heftigen Kampf kann Kratos Baldur besiegen, indem er ihm das Genick bricht, um zu verhindern, dass er Freya tötet. Diese schwört ihm daraufhin ewige Rache. Kratos beichtet Atreus seine Vergangenheit und die beiden und Freya gehen getrennte Wege. Kratos und sein Sohn reisen nach Jötunheim, wo sie entdecken, dass alle Riesen tot sind. Auf einer Wand finden sie eine alte Prophezeiung der Riesen, welche exakt ihre Reise darstellt und sie finden heraus, dass Atreus Mutter, Faye, in Wirklichkeit zum Volk der Riesen gehörte und Laufey hieß und Atreus eigentlich Loki hätte heißen sollen. Von Atreus unbemerkt entdeckt Kratos ein letztes Bild auf der Wand, das seinen eigenen Tod zeigt.
Auf dem Gipfel verstreuen Kratos und Atreus die Asche von Faye und kehren nach Midgard zurück, wo sie von Mimir erfahren, dass Fimbulwinter angefangen hat. Zusammen mit Mimir kehren sie zu ihrer Hütte zurück.
In der Hütte hat Atreus einen Traum, dass am Ende des Fimbulwinters Thor die Hütte aufsuchen wird.

## Spielprinzip
Bei dem Action-Adventure wird ausschließlich der Protagonist Kratos gesteuert, eine Mehrspieler-Option, wie in God of War: Ascension, gibt es nicht. Der Spieler bereist, begleitet von seinem Sohn Atreus, die Spielwelt und muss sich zahlreichen Kämpfen gegen computergesteuerte Gegnergruppen stellen. Das Spielprinzip aus combobasierten Kämpfen, Puzzle- und Kletterelementen gleicht dabei grundsätzlich dem der Vorgänger. Allerdings gibt es wesentlich weniger Quick-Time-Events, bislang eines der Markenzeichen der Serie.
Im Zuge der Überarbeitung der Spielmechaniken gibt es aber einige wichtige Änderungen. So ist Kratos nicht mehr mit seinen ikonischen Chaosklingen ausgerüstet, sondern nutzt als Standardwaffe die Leviathan-Axt, die über übernatürliche Kräfte verfügt. Weiterhin kann der Spieler die Axt per Knopfdruck werfen und zurückrufen. Dadurch ergeben sich neue Interaktionsmöglichkeiten mit Gegnern und Umwelt. Beispielsweise können Gegner durch die geworfene Axt kurzzeitig betäubt oder eintreffende Angriffe unterbrochen werden. Weit entfernte Schalter/Gegenstände lassen sich nun mit der Axt aktivieren/zerstören und ermöglichen somit neue Rätselpassagen. Ebenfalls erweist sich sein Sohn Atreus als essentiell für das Kampfsystem. Dieser kann mit seinem Pfeil und Bogen aus sicherer Entfernung Unterstützung leisten und gemeinsam mit Kratos mächtige Angriffskombinationen durchführen. Atreus agiert dabei weitestgehend autark und kann vom Spieler nur indirekt gesteuert werden, indem über Tasten grundlegende Befehle zum Verhalten erteilt werden. Über die Rolle von Atreus sprach Game Director Cory Barlog in einem Interview: „Das Kind ist keine Last. Kratos spricht beispielsweise die nordische Sprache nicht. Sein Sohn übersetzt für ihn im gesamten Spiel. Jedes Mal, wenn ihr Schrift an einer Wand findet, liest er es vor. Aber auch wenn der Junge die Sprache spricht, war er nie weit weg von Zuhause. Am Ende ist der Junge keine Bürde. Er wird besser und ihr fühlt euch dafür verantwortlich. In anderen Spielen macht ihr nur Upgrades. Hier könnt ihr tatsächlich fühlen, wie der Stolz auf den Spross größer wird.“
Eine weitere Änderung betrifft die virtuelle Kamera, die nicht mehr mit einer festen Perspektive arbeitet, sondern eine freie Drehung ermöglicht und einen Blickwinkel aus der Third-Person-Perspektive bietet. Laut den Entwicklern sorge diese Entscheidung für eine stärkere Immersion mit dem Geschehen. Außerdem ist das gesamte Spiel als ein „One Shot“ inszeniert, bei dem keine sichtbaren Schnitte eingesetzt werden.

## Synchronisation
Christopher Judge ist erstmals der Sprecher von Kratos in der englischsprachigen Version. Atreus wird in der englischen Version von Sunny Suljic gesprochen.
Die deutschsprachige Stimme von Kratos stammt, wie auch schon in God of War: Ascension, von Tobias Brecklinghaus. Der Sprecher Leo Amic verleiht Atreus seine deutsche Stimme.

## Rezeption
God of War erhielt durchweg positive Kritiken beim Rezensions-Aggregator Metacritic und ist mit einer Wertung von 94 Punkten, basierend auf 118 Kritiken, das bestbewertete Spiel in der Serie. Es hat die dritthöchste Punktezahl aller Zeiten für ein PlayStation-4-Spiel und die höchste Wertung für ein originales, nicht remastertes PlayStation-4-Spiel. Es ist das am zweitbesten bewertete PlayStation-4-Spiel im Jahr 2018 sowie das am zweitbesten bewertete Computerspiel im selben Jahr, unabhängig von der Plattform. God of War erhielt besonderes Lob für seine künstlerische Gestaltung, Grafik, Kampfsystem, Musik, Handlung, die Verwendung der nordischen Mythologie, Charaktere und das cineastische Spielgefühl. Viele Kritiker nannten das Spiel eine „technische Glanzleistung“ und eines der beeindruckendsten Spiele, die je für Konsolen entwickelt wurden.
Die PC-Umsetzung des Spiels sei technisch gelungen.
Am 7. Dezember 2018 wurde das Spiel zum Spiel des Jahres 2018 bei den Game Awards gekürt.
2021 wurde mitgeteilt, dass das Spiel sich 19,5 Millionen Mal verkauft hat. Bis 2022 hat sich diese Zahl auf 23 Millionen erhöht.

## Ableger:God of War: A Call from the Wilds
Eine Vorgeschichte zu den Ereignissen im Spiel wurde bereits am 31. Januar 2018 in Form eines kostenfreien Textadventures für den Facebook-Messenger veröffentlicht. Der Spieler steuert Atreus nur durch Texteingaben und muss sich Entscheidungen stellen, deren Auswirkung auch den Tod des Protagonisten nach sich ziehen können. In diesem Fall muss das Spiel von vorne begonnen werden.

## Nachfolger
Im September 2020 wurde God of War Ragnarök angekündigt, das am 9. November 2022 erschien.